# Kim tự tháp Sekhemkhet
Kim tự tháp Sekhemkhet, hay còn gọi là "Kim tự tháp bị chôn lấp", là một kim tự tháp bậc thang chưa được hoàn thành của pharaon Sekhemkhet, vua thứ 2 (hoặc 3) của Vương triều thứ 3. Sekhemkhet là người kế tục của Djoser, người đã có một khu lăng mộ nổi tiếng tại Saqqara - Kim tự tháp Djoser.
Một số giả thuyết cho rằng, Sekhemkhet đã dự định xây một lăng mộ hoành tráng vượt bậc hơn cả Djoser. Nhưng do sự trị vì ngắn ngủi của mình, cho tới tận lúc băng hà, mộ của Sekhemkhet mới chỉ xây xong phần đáy. Vì lẽ đó mà nó còn có tên gọi là "Kim tự tháp bị chôn lấp".
Du khách có thể tham quan bên ngoài kim tự tháp, nhưng không được phép bước vào bên trong.

## Lịch sử
Kim tự tháp của Sekhemkhet không được biết tới mãi cho đến năm 1951, nhà Ai Cập học Zakaria Goneim đã phát hiện một cấu trúc kỳ lạ có hình chữ nhật trong khi ông đang khai quật khu phức hợp của vua Unas gần đó, trước Thế chiến thứ 2. Khi bắt đầu khai quật, Goneim nhận ra rằng 4 góc ông nhìn thấy dưới lớp cát là những bức tường bao, và bên dưới là tàn tích của 1 kim tự tháp chưa được biết đến trước đây. Không mất nhiều thời gian cũng nhận ra được rằng đây là kim tự tháp thuộc Vương triều thứ 3, bởi vì kiểu cách của các bức tường với những hốc cửa giả hoàn toàn giống hệt với hàng xóm của nó, kim tự tháp Djoser.
Các bức tường được làm bằng đá vôi mịn và cao 10 mét. Bên ngoài có khắc các văn tự như mộ của Djoser. Không rõ liệu có những đền thờ nào được tìm thấy tựa như trong khu phức hợp của Djoser hay không, bởi vì trạng thái chưa hoàn thành của nó nên khó mà biết được.
Sau khi nổi tiếng vì tìm được kim tự tháp, Goneim đã đến Hoa Kỳ để diễn thuyết. Sau khi quay về Ai Cập, mọi chuyện lại trở nên khác hẳn. Ông bị buộc tội buôn lậu một con tàu cổ có giá trị được tìm thấy gần phức hợp Djoser vào 2 năm trước. Không có bằng chứng cụ thể, và cũng chỉ là những lời buộc tội và vu cáo, Goneim đã bị thẩm tra rất nhiều lần.
Do những phiền nhiễu và lo âu cộng thêm nhiều áp lực, Zakaria Goneim đã lao mình xuống dòng sông Nin tự tử vào ngày 12/1/1959, cuộc khai quật đã bị đình trệ. Năm 1963, Jean-Philippe Lauer đã tiếp tục công việc dở dang của người bạn để truy tìm xác ướp bị mất trong ngôi mộ kim tự tháp này.

## Phức hợp

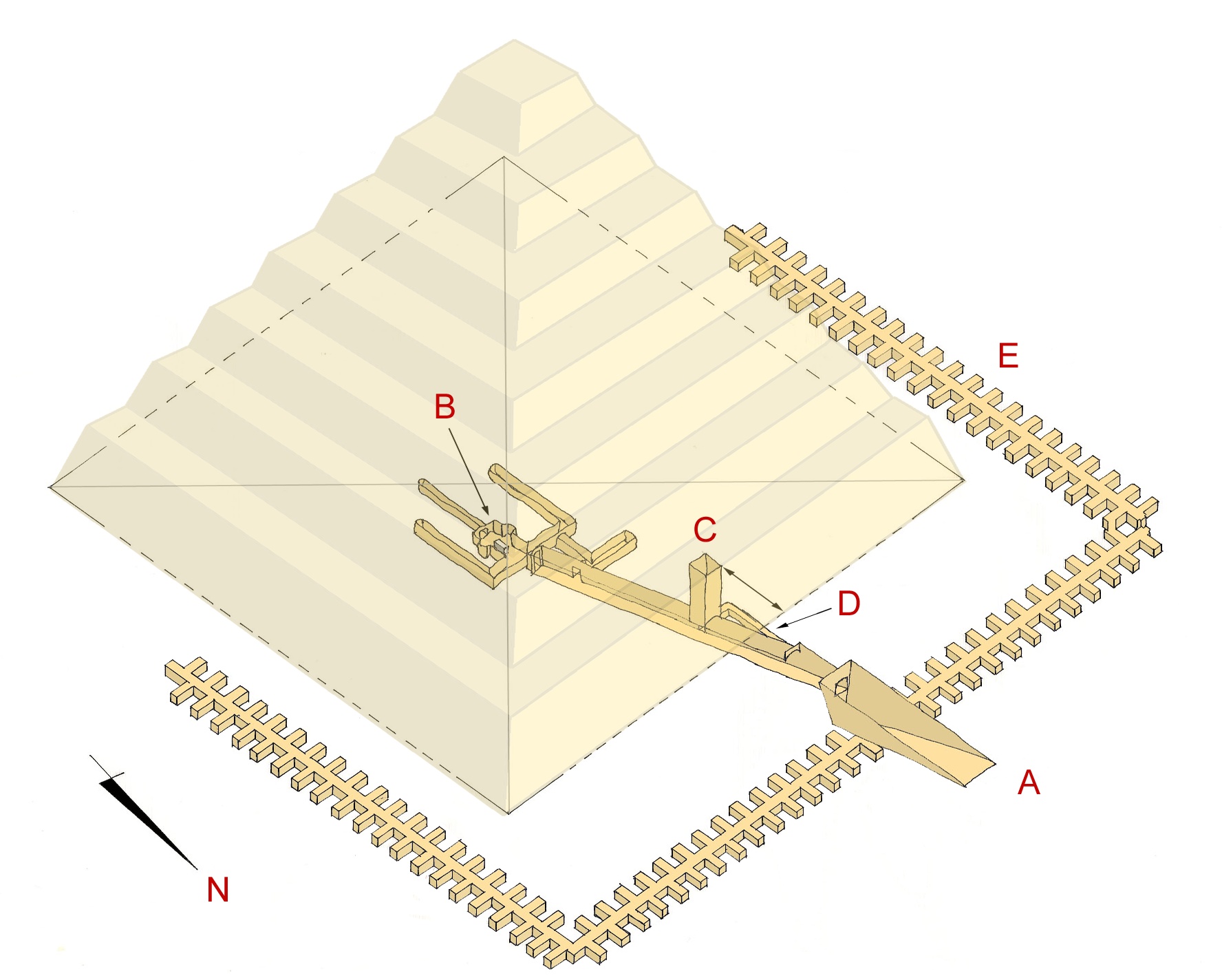
Sơ đồ kim tự tháp của Sekhemkhet

Phức hợp kim tự tháp của vua Sekhemkhet nằm ở phía tây nam kim tự tháp của Djoser. Một cái tên là Imhotep được khắc trên tường bao nhưng không đi cùng với một danh hiệu nào. Vì thế người ta không thể xác định được rằng, cả hai kim tự tháp trên có phải được xây cùng một người - kiến trúc sư, tể tướng Imhotep hay không. Nhưng với một kiểu cấu trúc chung cho cả hai ngôi mộ này thì có khả năng chính Imhotep, người đã xây kim tự tháp cho Djoser, cũng chính là người đã thiết kế ngôi mộ của Sekhemkhet.

### Kim tự tháp
Tên gốc của kim tự tháp không được ghi lại, và cái tên "Kim tự tháp bị chôn lấp" để chỉ sự chưa hoàn thành cũng như sự bí ẩn của nó trước 1951. Hiện tại, nó trông giống như một mastaba, chỉ cao khoảng 8 mét. Theo Lehner, nếu được hoàn thành với 7 bậc thang, nó sẽ cao 70 mét, cao hơn cả kim tự tháp của Djoser.
Kim tự tháp được xây trên một bề mặt không đồng đều, vì thế các thợ xây đã cố gắng làm phẳng nó bằng cách đắp thêm vào những chỗ hụt, có chỗ đắp cao đến 10 mét. Các cạnh của kim tự tháp dài 115 mét, những khối gạch nghiêng vào bên trong 1 góc 15°. Vì chưa được hoàn chỉnh nên kim tự tháp không được phủ một lớp đá vôi nào.
Lối vào kim tự tháp nằm ở bức tường phía bắc được nối với một hành lang và dẫn đến phòng chôn cất. Bên trong, Goneim tìm thấy xương của nhiều loài gia súc, trong đó có cả cừu và linh dương. Bên cạnh đó, ông cũng phát hiện 62 cuộn giấy cói được viết trong thời trị vì của Ahmose II cùng 700 chiếc bình cổ.

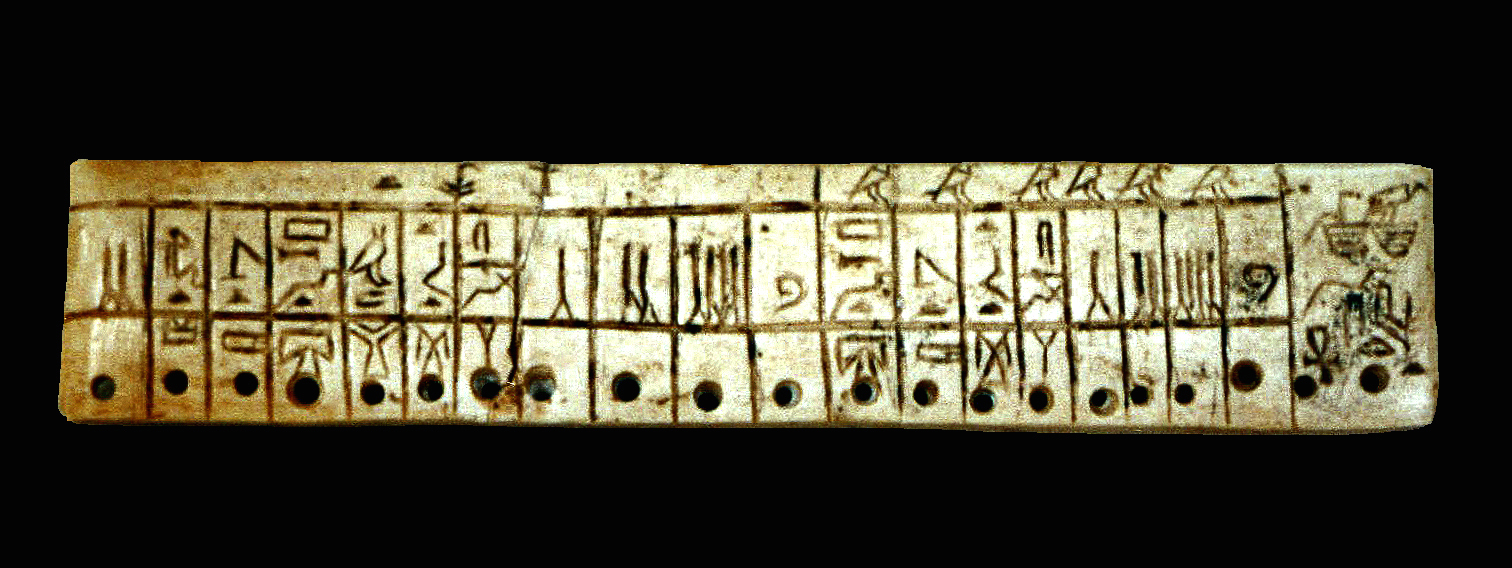
Một tấm thẻ bài có ghi tên Nebty của Sekhemkhet được tìm thấy tại đây

Đáng chú ý là một căn phòng chứa đầy kho báu của vua Sekhemkhet, bao gồm 21 vòng đeo tay, chuỗi hạt đã bị đứt, những vỏ sò và san hô, tất cả đều được làm bằng vàng. Cho đến nay thì chúng là những món đồ bằng vàng cổ xưa nhất được phát hiện tại Ai Cập. Một điều thắc mắc được đặt ra, tại sao chúng lại không bị những kẻ trộm mộ lấy đi như những lăng mộ khác.
Cách phòng chôn cất chính khoảng 47 mét, một hành lang khác hình chữ U hướng ra phía đông của kim tự tháp dẫn tới một dãy các phòng phụ. Sau khi đi hết đoạn đường này, hành lang chính lại mở ra và nhiều chiếc bình đất sét được tìm thấy có mang tên nhà vua. Hành lang chính tiếp tục dốc xuống dẫn đến phòng chôn cất chính. Bên trong là một cỗ quan tài thạch cao được đánh bóng. Điều này rất hiếm, và chỉ có thêm 2 cỗ quan tài thạch cao được làm theo cách này là của Hetepheres I và Seti I.
Hai bên phòng chôn cất chính là lối đi dẫn đến 2 phòng khác chưa được hoàn thành. Đây có lẽ là nơi cất giữ những món đồ kỷ niệm của nhà vua.

#### Câu chuyện về cỗ quan tài
Có một câu chuyện thú vị liên quan đến cái quan tài thạch cao này. Khi được tìm thấy, cỗ quan tài vẫn còn niêm phong, và Goneim còn lầm tưởng những thứ trên nắp quan tài là hoa khô (thực ra là vỏ cây đã mục rữa sau khi được kiểm định). Hơn thế nữa, ông quả quyết rằng xác ướp của Sekhemkhet chắc chắn sẽ nằm trong đây dù chưa kiểm tra. Nhiều nhà nghiên cứu, kể cả người bạn của ông Jean-Philippe Lauer, đã cảnh báo rằng ngôi mộ đã từng bị cướp, nhưng ông vẫn kiên quyết mời các quan chức cấp cao, nhà báo, phóng viên đến để công bố điều này. Một cú sốc khá lớn cho Goneim là cỗ quan tài "hoàn toàn trống rỗng".
Để tìm cách bào chữa cho sự hổ thẹn này, Goneim đã nỗ lực truy tìm ngôi mộ cất giữ thi hài của Sekhemkhet. Nhiều chuyên gia Ai Cập trên toàn thế giới đã đặt sự quan tâm to lớn đến điều này.

### Ngôi mộ phía nam
Tương tự kim tự tháp Djoser, một mastaba mang tính biểu trưng được xây ở phía nam, được tìm thấy bởi Lauer (1963) sau khi Goneim đã qua đời. Một hành lang dài phía tây dẫn xuống một căn phòng bên dưới. Tuy đây là một ngôi mộ mang tính tượng trưng, nhưng người ta lại phát hiện xác ướp của một đứa bé 2 tuổi. Xương động vật, các hũ lọ bằng đá và những lá vàng mỏng.
Danh tính của đứa trẻ không được biết đến. Chắc chắn không phải là Sekhemkhet vì ông luôn được mô tả là một người trưởng thành.